# Instituto Allen de Ciencias del Cerebro
El Instituto Allen para la Ciencia del Cerebro es una división del Instituto Allen, con sede en Seattle, Washington, que se centra en la investigación de biociencias. Fundada en 2003, se dedica a acelerar la comprensión de cómo funciona el cerebro humano. Con la intención de catalizar la investigación del cerebro en diferentes áreas, el Instituto Allen proporciona datos y herramientas gratuitos a los científicos.
Creado en 2003 con 100 millones de dólares de capital inicial del cofundador de Microsoft y filántropo Paul Allen, el Instituto aborda proyectos de vanguardia en la intersección de la biología y la tecnología. Los datos resultantes crean recursos gratuitos y de acceso público que impulsan los descubrimientos de innumerables investigadores. Hongkui Zeng es el director del Instituto.

## Historia y financiación
El Allen Institute for Brain Science es una división científica del Allen Institute, una organización de investigación sin ánimo de lucro que también incluye el Allen Institute for Cell Science, creado en 2014. El Paul G. Allen Frontiers Group se puso en marcha en 2016, mientras que el Allen Institute for Immunology lo hizo en 2018. Las cuatro divisiones del Allen Institute se encuentran en el mismo edificio, en el barrio de South Lake Union de Seattle. El instituto emplea un modelo de negocio que combina la agilidad operativa y la responsabilidad de una empresa con ánimo de lucro con la visión fundacional para abordar ambiciosos proyectos en neurociencia.
En 2012, el instituto recibió una promesa adicional de 300 millones de dólares de Paul Allen, con lo que su compromiso total ascendió a 500 millones.

## Recursos públicos en línea
El Instituto Allen para la Ciencia del Cerebro proporciona a los investigadores y educadores una variedad de recursos públicos en línea únicos para explorar el sistema nervioso. Al integrar extensos datos de expresión génica y neuroanatomía, junto con herramientas de búsqueda y visualización de datos, estos recursos son de acceso abierto a través del portal de datos Allen Brain Atlas.

### Atlas Allen del Cerebro del Ratón
El proyecto inaugural del Instituto Allen se anunció el 26 de septiembre de 2006. Denominado Atlas Allen del Cerebro, se trataba de un mapa tridimensional de la expresión génica en el cerebro de ratón, basado en Internet, que detallaba más de 21.000 genes a nivel celular. Desde el lanzamiento del proyecto, ha pasado a llamarse Atlas Allen del Cerebro del Ratón para distinguirlo de los proyectos de Atlas posteriores.

### Atlas Allen de la Médula Espinal
El 17 de julio de 2008, el Allen Institute for Brain Science lanzó en línea el Atlas Allen de la Médula Espinal. El atlas de la médula espinal es un mapa interactivo de todo el genoma que muestra dónde se expresa, o "activa", cada gen en la médula espinal del ratón. Su estructura es similar a la del anterior atlas del cerebro de ratón adulto del Instituto Allen. El mapa podría ayudar a descubrir nuevos tratamientos para trastornos neurológicos humanos. El mapa señala a los investigadores los lugares donde los genes están activos. 
El Atlas Allen de la Médula Espinal ha permitido descubrir un nuevo tipo de células de la médula espinal que se comportan como células madre, según investigadores de la Universidad de Columbia Británica. Jane Roskams, la neurocientífica que dirigió el estudio, declaró: "Gracias al Atlas Allen de la Médula Espinal hemos podido descubrir un nuevo tipo de célula que hasta ahora se había pasado por alto y que podría desempeñar un papel importante en todo tipo de lesiones y enfermedades de la médula espinal, como la esclerosis múltiple y la ELA".

### Atlas Allen del Cerebro en Desarrollo del Ratón
El 14 de noviembre de 2008, el Allen Institute for Brain Science anunció el lanzamiento del Allen Developing Mouse Brain Atlas, que proporciona un mapa muy detallado de la actividad génica en el cerebro del ratón en varios momentos del desarrollo, incluyendo cuatro edades embrionarias, tres postnatales y momentos de envejecimiento. Los datos de hibridación in situ van acompañados de un conjunto de atlas de referencia dibujados por el neuroanatomista Luis Puelles.

### Atlas Allen del Cerebro Humano
El 24 de mayo de 2010, el Instituto Allen anunció que ampliaba sus herramientas del ratón al cerebro humano con el lanzamiento del Atlas Allen del Cerebro Humano. Este atlas altamente exhaustivo integra varios tipos de datos, incluidos los recogidos por resonancia magnética (RM), tecnología de tensor de difusión (DTI), así como datos histológicos y de expresión génica derivados de enfoques tanto de microarrays como de hibridación in situ (ISH). El Atlas Allen del Cerebro Humano permite a los investigadores ver dónde se activa un gen. El neurólogo Jeffrey L. Noebels declaró a The Wall Street Journal en abril de 2011: "La localización del lugar en el que se activan estos genes es fundamental para entender cómo funcionan las enfermedades cerebrales". El Atlas Allen del Cerebro Humano se publicó en la revista Nature el 19 de septiembre de 2012.

### Atlas Allen de Conectividad Cerebral del ratón
El Atlas Allen de Conectividad Cerebral del Ratón se puso en línea el 3 de noviembre de 2011, y llevó los esfuerzos de mapeo del Instituto Allen más allá de su enfoque histórico en la expresión génica hacia los circuitos neuronales. El atlas es un mapa tridimensional de alta resolución de las conexiones neuronales en el cerebro de ratón, diseñado para ayudar a los científicos a entender cómo está conectado el cerebro, ofreciendo nuevas perspectivas sobre cómo funciona el cerebro y lo que va mal en las enfermedades y trastornos cerebrales.

### Base de Datos de Tipos Celulares de Allen
Lanzada en 2015, la Base de Datos de Tipos Celulares de Allen es una nueva herramienta para ayudar a los científicos a comprender los componentes básicos del cerebro y un paso importante hacia la creación de un mapa completo del cerebro. La base de datos ayudará a crear un lenguaje común que los investigadores de todo el mundo podrán utilizar para observar, medir y, en última instancia, clasificar las células en tipos, de forma similar a como la tabla periódica clasifica los elementos. La primera versión de los datos incluye información sobre más de 240 células del cerebro de ratón. En 2017, el Instituto Allen añadió datos de células cerebrales humanas a la base de datos.

### Observatorio Cerebral Allen
El Observatorio Cerebral Allen se puso en marcha en 2016 para captar la actividad a nivel celular de las neuronas de la corteza visual del ratón. Los experimentos del observatorio utilizan lecturas visuales o eléctricas de la actividad neuronal cuando los animales ven estímulos visuales, que van desde imágenes naturales hasta líneas de cuadrícula en blanco y negro o un fragmento de la película de cine negro de Orson Welles, Touch of Evil. En 2018, el instituto abrió el observatorio a proyectos de investigación propuestos por científicos de la comunidad en general a través de un programa llamado OpenScope, modelado a partir de observatorios de física compartidos a gran escala, como el Telescopio Espacial Hubble.

### Otros recursos en línea
Además de los recursos del atlas, el Instituto Allen ha generado varias otras herramientas de investigación en línea como:
- El Proyecto Ivy Glioblastoma Atlas (Ivy GAP), una plataforma para explorar la base anatómica y genética del glioblastoma a nivel celular y molecular.[22]
- The BrainSpan Atlas of the Developing Human Brain, un recurso para estudiar el desarrollo del cerebro humano desarrollado por un consorcio de socios científicos y financiado por premios de los Institutos Nacionales de Salud.[23]

## Premios
- Forbes - 30 Under 30 Rising Stars Transforming Science and Health para el científico del Instituto Allen Adrian Cheng (2012)
- Club Cajal – Premio Krieg Lifetime Achievement Award a Paul Allen por contribuciones extraordinarias en neurociencia a través de su trabajo con el Instituto Allen (2010)
- Academia Estadounidense de Neurología - Premio de Liderazgo Público en Neurología a Paul Allen por su fuerte compromiso con la investigación del cerebro y su trabajo con el Instituto Allen (2009)
- Time - "Las 100 personas más influyentes del mundo" a Paul Allen por sus exitosos logros en el Instituto Allen (2007, 2008)
- Time - "Diez avances médicos principales" (2006)
- Wired - Premio Rave a Paul Allen y al Instituto Allen por completar el Allen Mouse Brain Atlas (2007)
- Society for Neuroscience - Premio de reconocimiento especial a Paul Allen por sus generosas contribuciones a la neurociencia a través de su trabajo con el Instituto Allen (2007)
- USA Weekend - "Los 10 principales avances médicos del año" para Allen Mouse Brain Atlas (2006)